# 디오스쿠로이

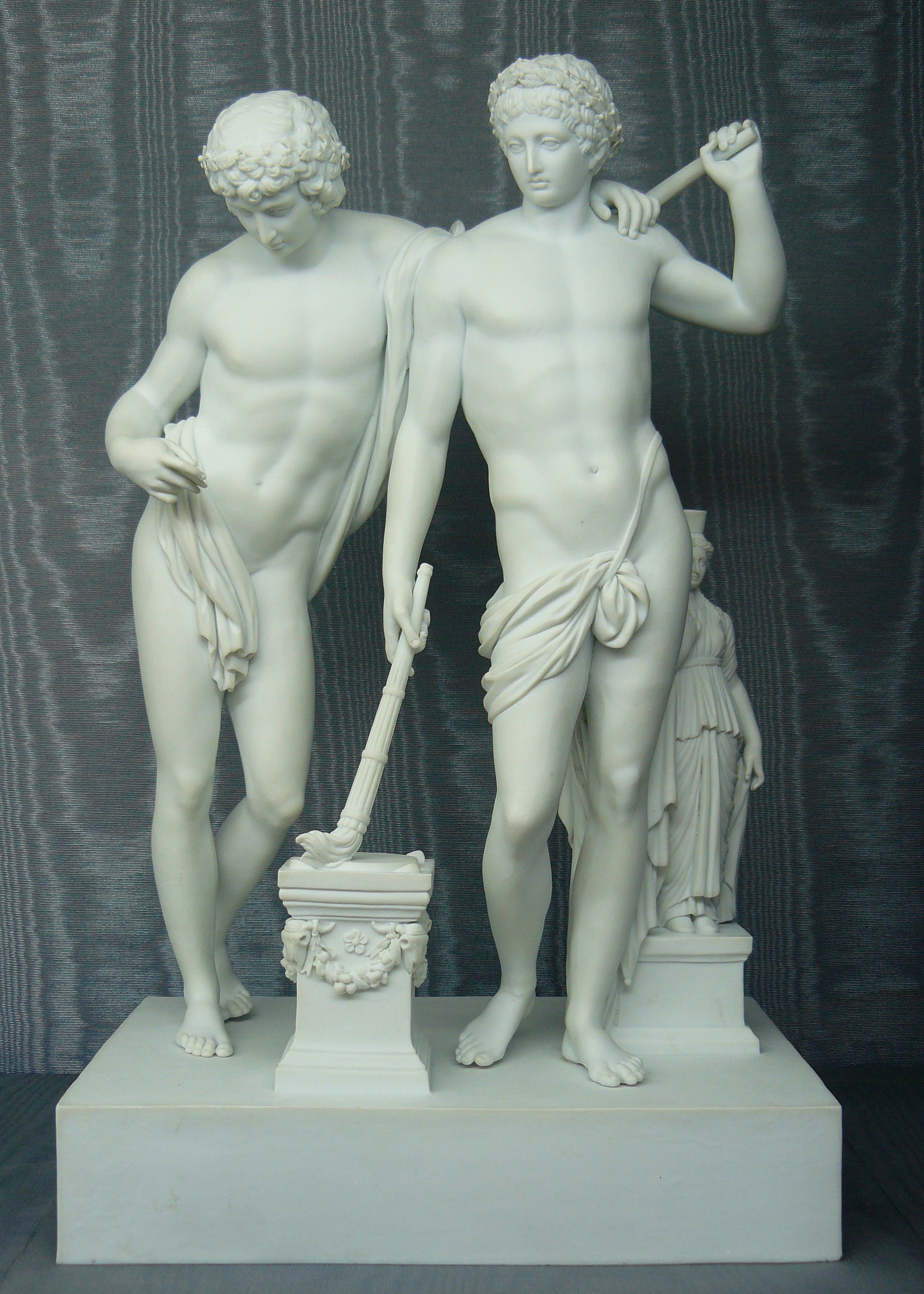

카스토르(고대 그리스어: Κάστωρ)와 폴리데우케스(고대 그리스어: Πολυδεύκης)는 그리스 신화와 로마 신화에 등장하는 쌍둥이 형제이다. 모친은 레다로, 자매로는 헬레네와 클리타임네스트라가 있다.
디오스쿠로이(고대 그리스어: Διόσκουροι)는 '제우스의 아들'의 의미이다. 백조로 변한 제우스가 레다를 유혹해, 레다가 알을 낳았다는 이야기는 잘 알려져 있다. 레다의 남편은 틴다레오스로, 태어난 아이에게는 부친이 제우스의 사람 (신이며 불사)과 틴다레오스의 사람 (인간이며 죽음의 운명이 있다)이 있다고 여겨진다. 카스토르와 폴리데우케스는 양 쪽 모두 신이 되거나 인간이 되거나 한다. 어느 한 쪽이 신으로 여겨지는 경우는 폴리데우케스 쪽이 신으로 여겨진다.

## 같이 보기
- 쌍둥이자리
- 카스토르와 폴리데우케스 신전